# Diversidad sexual en Uganda
Las personas LGBTI en Uganda se enfrentan a ciertos desafíos legales y sociales no experimentados por otros residentes. La homosexualidad se contempla, como en muchas otras zonas de África, como un tabú. Los gay, lesbianas, bisexuales y personas transgénero de Uganda no tienen prácticamente ningún derecho relacionado con la orientación sexual ni con la identidad de género. La actividad sexual entre personas del mismo sexo, tanto masculina como femenina, es ilegal en Uganda.
En una encuesta de 2007 del Pew Global Attitudes Project, el 96% de los ugandeses encuestados afirmó que la homosexualidad debía ser rechazada por la sociedad, siendo este uno de los índices de rechazo más elevados de los 45 países encuestados. Sin embargo, una encuesta de 2010, a raíz de un proyecto de ley antihomosexual, reveló que el 11% de los ugandeses encuestados veía la homosexualidad como algo moralmente aceptable, mientras que solo el 2% de los que contestaron en Camerún, Kenia y Zambia afirmó que la homosexualidad era moralmente aceptable.
La ley antihomosexual aprobada por el Parlamento en 2014 incluía penas más duras para los homosexuales, incluyendo la pena de muerte para los reincidentes; sin embargo, el 1 de agosto del mismo año el Tribunal Constitucional de Uganda declaró inválida la ley por motivos de procedimiento. No obstante, el 21 de marzo de 2023 fue aprobada una nueva ley que castiga la homosexualidad con penas de cárcel e incluso la muerte.

## Historia
De manera similar a los países vecinos de Kenia, Ruanda y Burundi, las relaciones homosexuales masculinas eran bastante comunes en la sociedad ugandesa precolonial. Entre los baganda, el grupo étnico más numeroso de Uganda, la homosexualidad se suele tratar con indiferencia. El rey Mwanga II de Buganda era famoso por ser bisexual, conocido por tener relaciones sexuales regulares con mujeres, habiendo tenido un total de 16 esposas, así como sus súbditos masculinos de los que abusaba sin su consentimiento. Durante su reinado, consideró cada vez más a los misioneros cristianos y las potencias coloniales europeas, en particular a los británicos, como amenazas.
Mwanga II adoptó un enfoque más agresivo que otros líderes africanos, eligiendo expulsar a todos los misioneros e insistir en que los conversos cristianos y musulmanes abandonen su fe o se enfrenten a la muerte. El término luganda abasiyazi se refiere a los homosexuales, aunque el uso actual es comúnmente peyorativo. Los baganda no eran el único grupo étnico conocido por participar en actos homosexuales. Entre el pueblo lango, se creía que los individuos mudoko dako formaban un “tercer género” junto con hombres y mujeres. Los mudoko dako eran hombres afeminados, en su mayoría tratados por la sociedad Langi como mujeres, y podían casarse con otros hombres sin sanciones sociales. La homosexualidad también fue reconocida entre los pueblos teso, bahima, banyoro y karamojong. La aceptación social desapareció tras la llegada de los británicos y la creación del Protectorado de Uganda.
En la actualidad, existe una negación generalizada de que la homosexualidad se practicara antes de la colonización. Además, la falsa creencia de que la homosexualidad es “no africana” u “occidental” prevalece bastante en la sociedad ugandesa.
El término kuchu, de origen suajili, es cada vez más utilizado por la comunidad LGBT de Uganda. En 2012 se estrenó un documental, Call Me Kuchu, que se centra en parte en el asesinato en 2011 del activista LGBT David Kato.